# Nadagara umbrifera
Nadagara umbrifera är en fjärilsart som beskrevs av Alfred Ernest Wileman 1910. Nadagara umbrifera ingår i släktet Nadagara och familjen mätare. Inga underarter finns listade i Catalogue of Life.